# Фіорелло
Розаріо Тіндаро Фіорелло (італ. Rosario Tindaro Fiorello), також відомий як Фіорелло (італ. Fiorello) (16 травня 1960) — італійський комік, співак, радіо і телеведучий.

## Біографія
Почав свою кар'єру, працюючи в туристичних агентствах, спочатку барменом, а потім як артист. 

## Дискографія
- Veramente falso (1992)
- Nuovamente falso (1992)
- Spiagge e lune (1993)
- Karaoke (1993)
- Finalmente tu (1995)
- Sarò Fiorello (1996)
- Dai miei amici cantautori (1997)
- Batticuore (CD Bianco) (1998)
- Batticuore (CD Rosso) (1998)
- I miei amici cantautori (2000)
- Fiorello The Greatest (2002)
- Uno è famoso, l'altro no:Il meglio di Viva Radio 2 CD+LIBRO (2002)
- Viva Radio 2 (il meglio del 2003) (2003)
- A modo mio (2004)
- Viva Radio 2 (il meglio del 2005) (2005)